# 额骨
额骨(Frontal bone)，组成颅骨的29块骨头之一。位于前额处。它由可分为三部分：
额鳞：大而垂直，在前额。
眶部：环状或水平，对眼眶顶部和鼻腔的形成至关重要。
鼻部：与鼻骨和颌骨的额突在鼻根部形成关节。
它前与筛骨和鼻骨相连，后通过冠状缝与顶骨相连。额骨内前下方有称为额窦的空腔。

## 解剖構造
眉間：glabella
眉弓：superciliary arch
框上緣：supraorbital margin
框上孔（切跡）：supraorbital 
foramen（notch）
冠狀縫：cronal suture

## 图片

额骨位置（顯示為綠色）。动画。
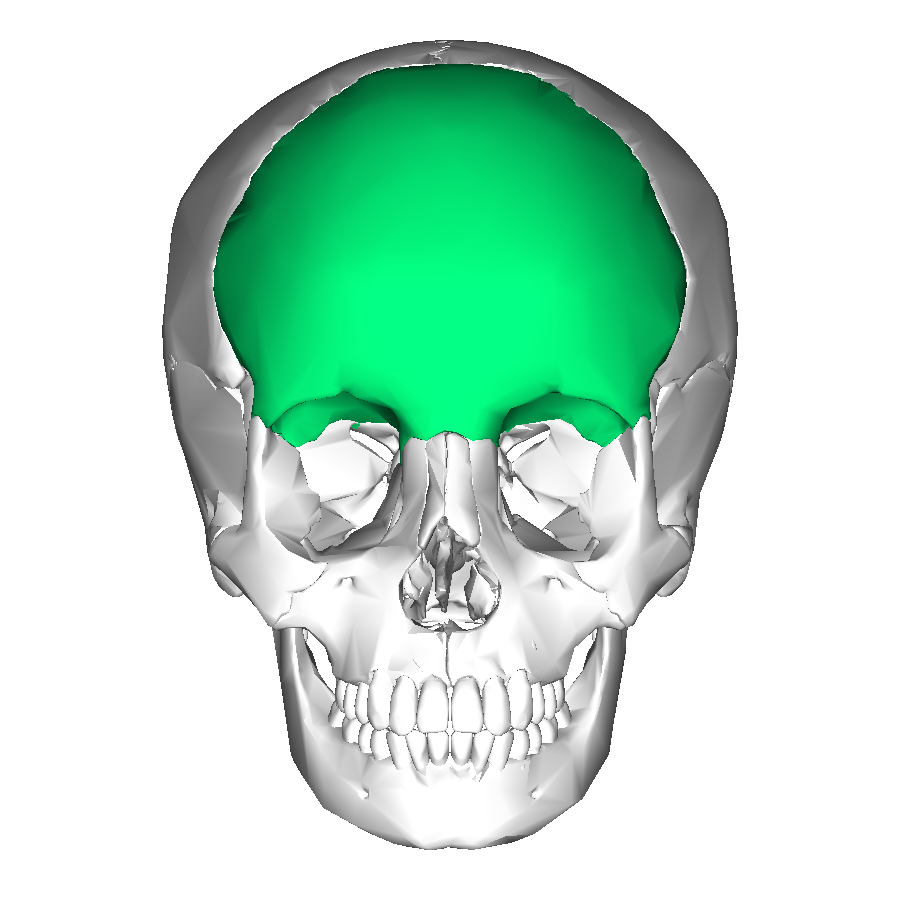
额骨（顯示為綠色）。
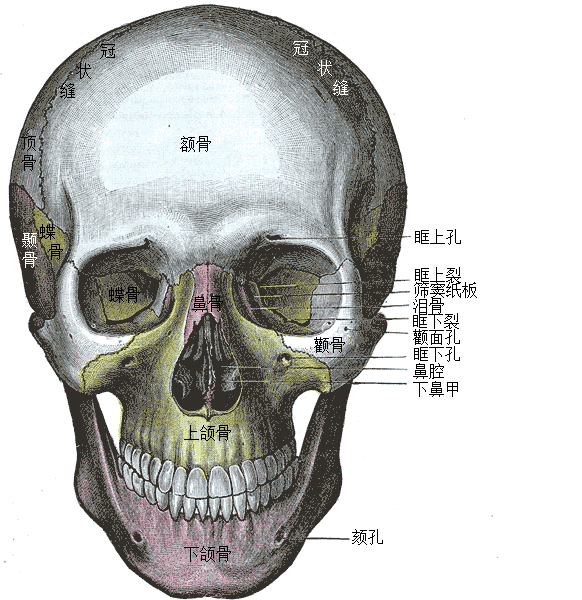
额骨在顶部。
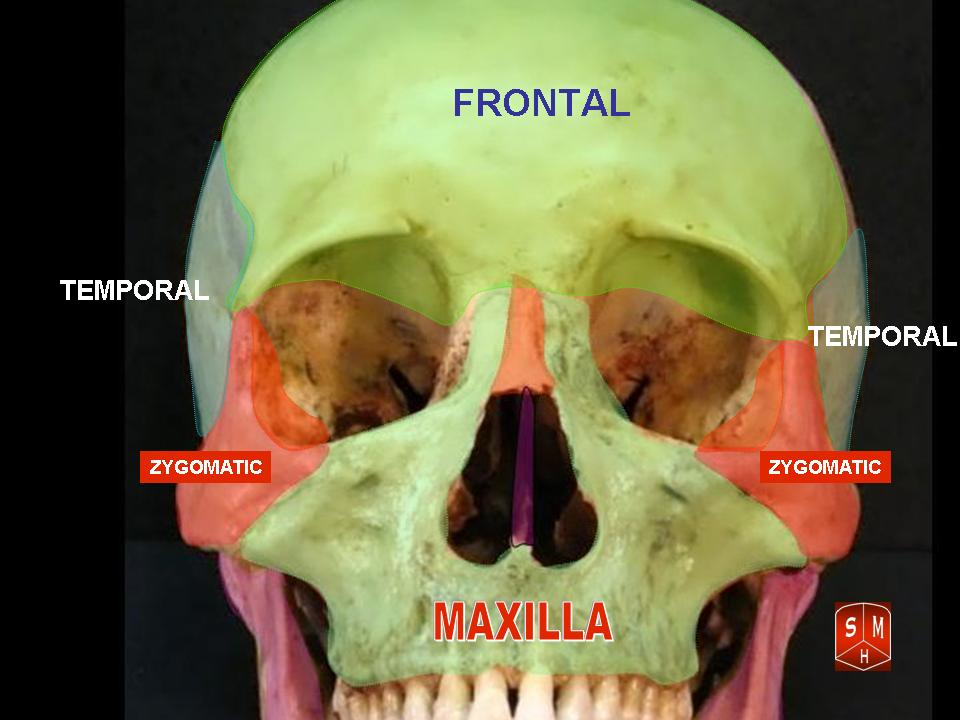
额骨 (顯示為綠色)。
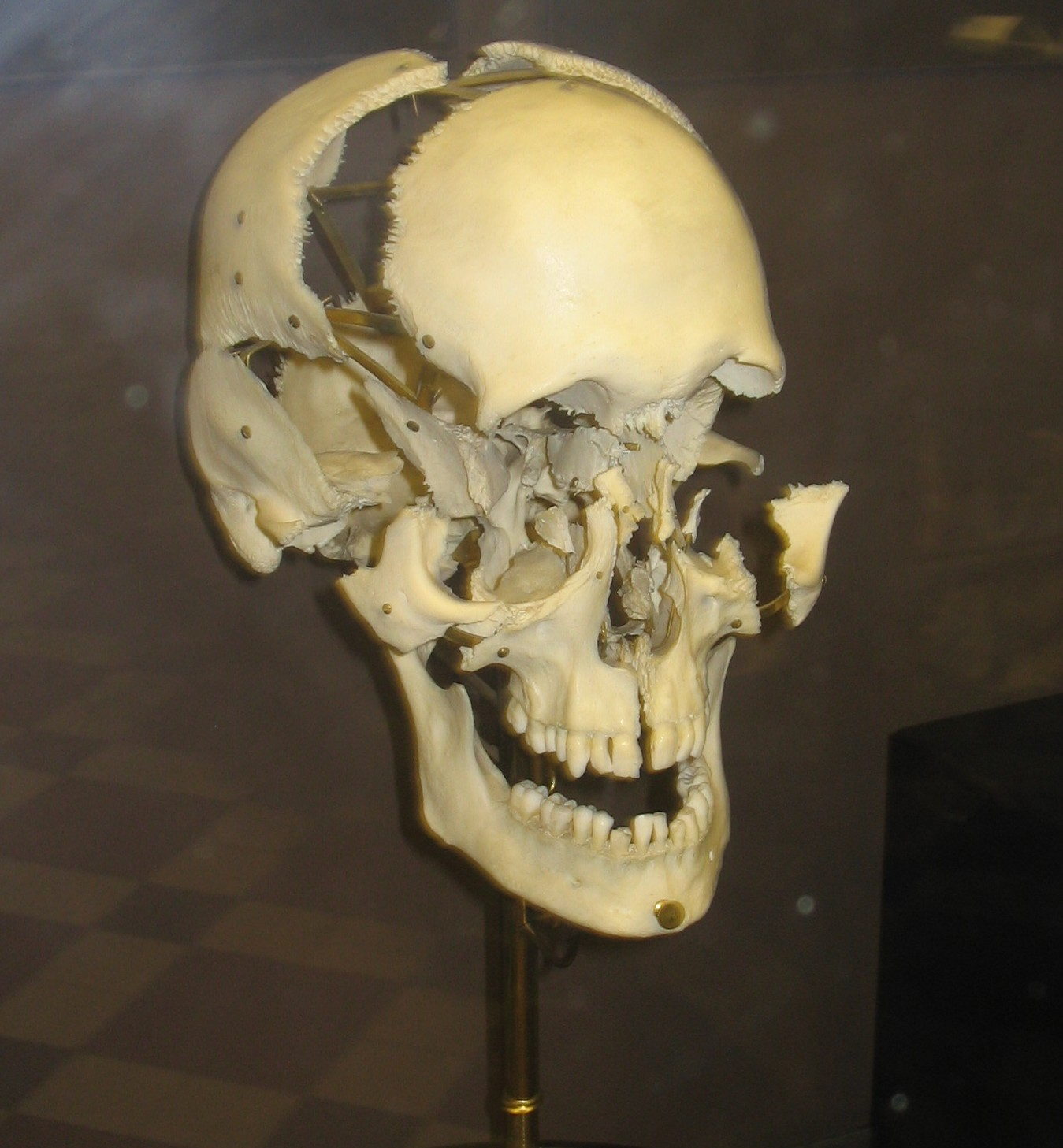
爆裂的头骨。额骨在上面中央。
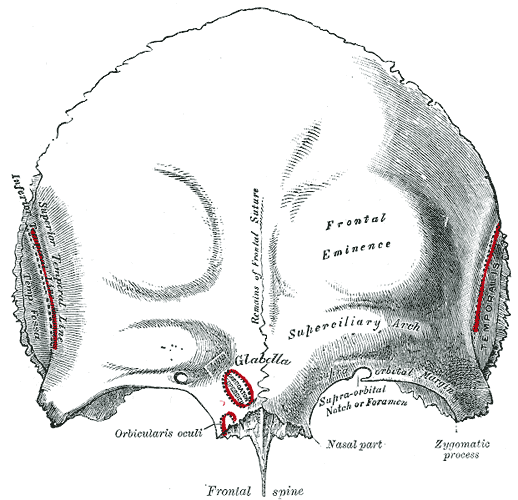
额骨。外表面。
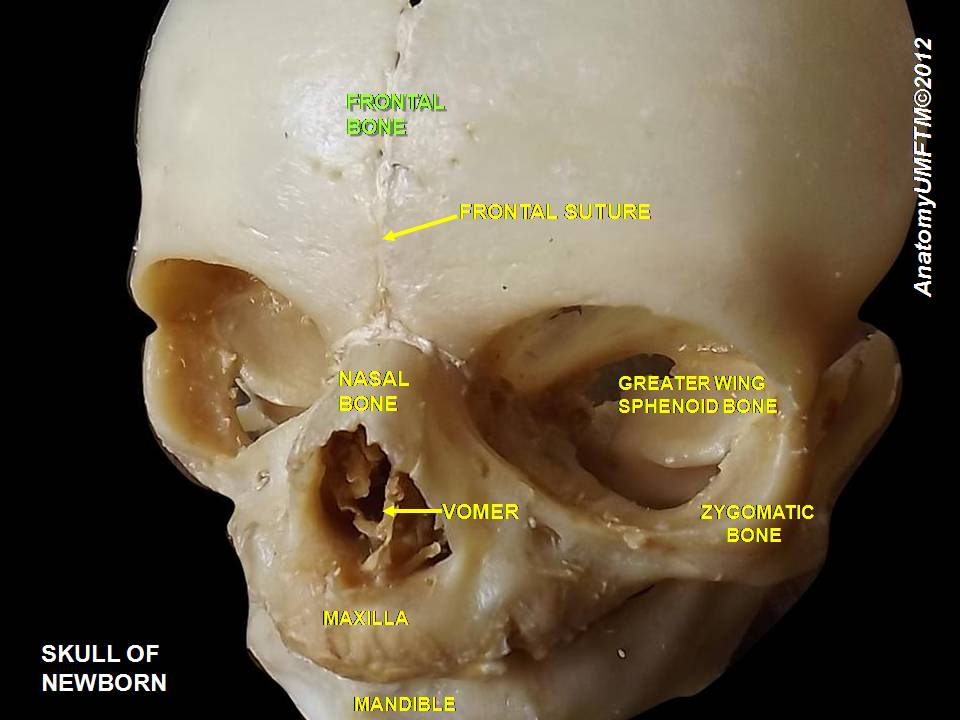
新生儿的额骨。
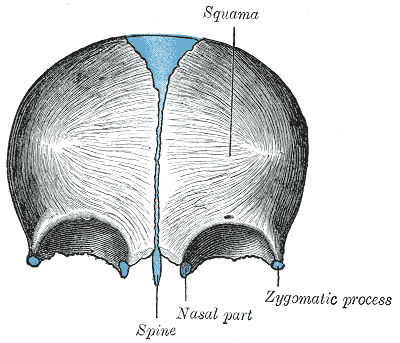
出生時的额骨。
额骨内表面（顯示為綠色）。顶骨被移除。动画。
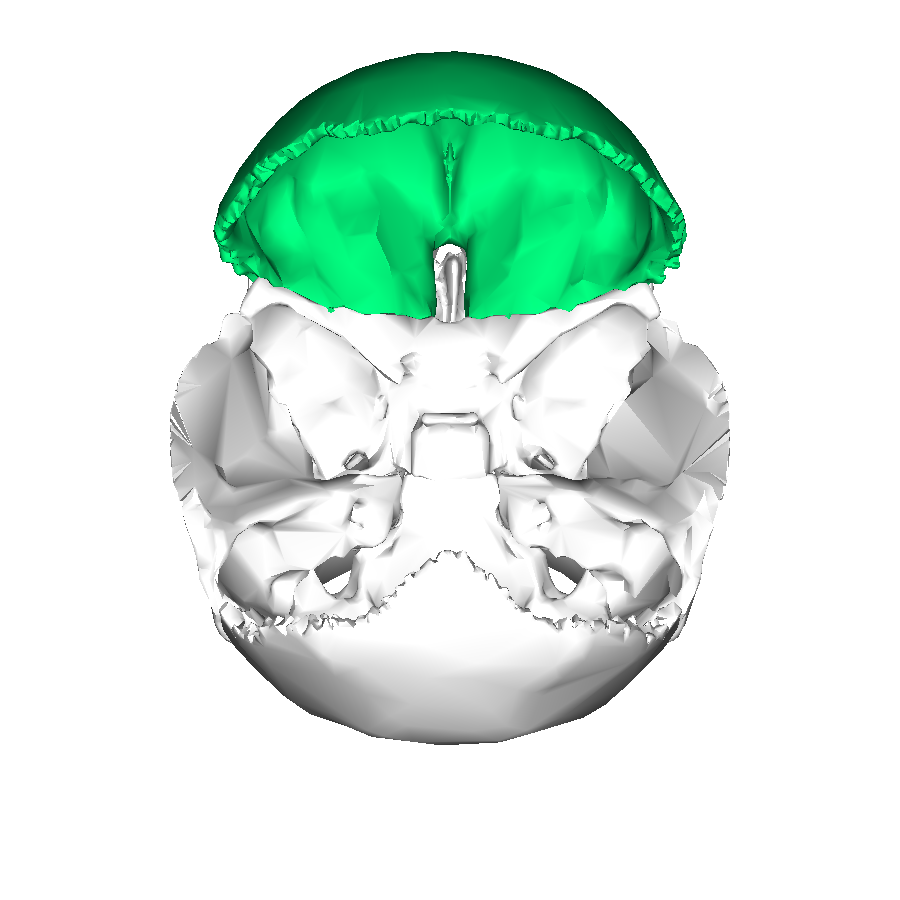
额骨内表面（顯示為綠色）。顶骨被移除。
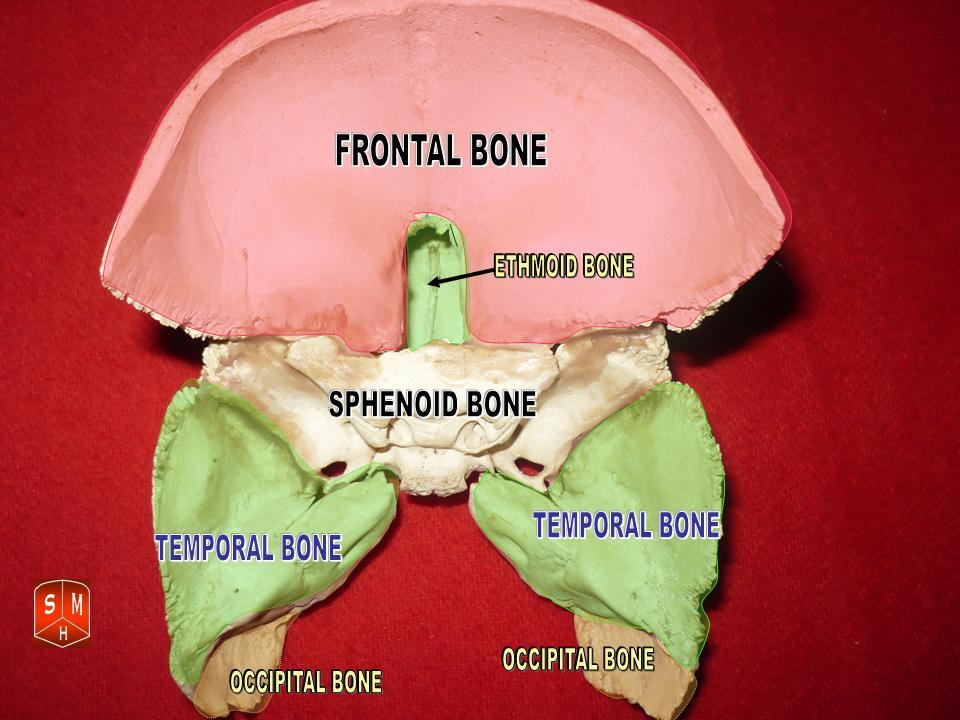
额骨内表面（顯示為綠色）。（顯示為紅色）。
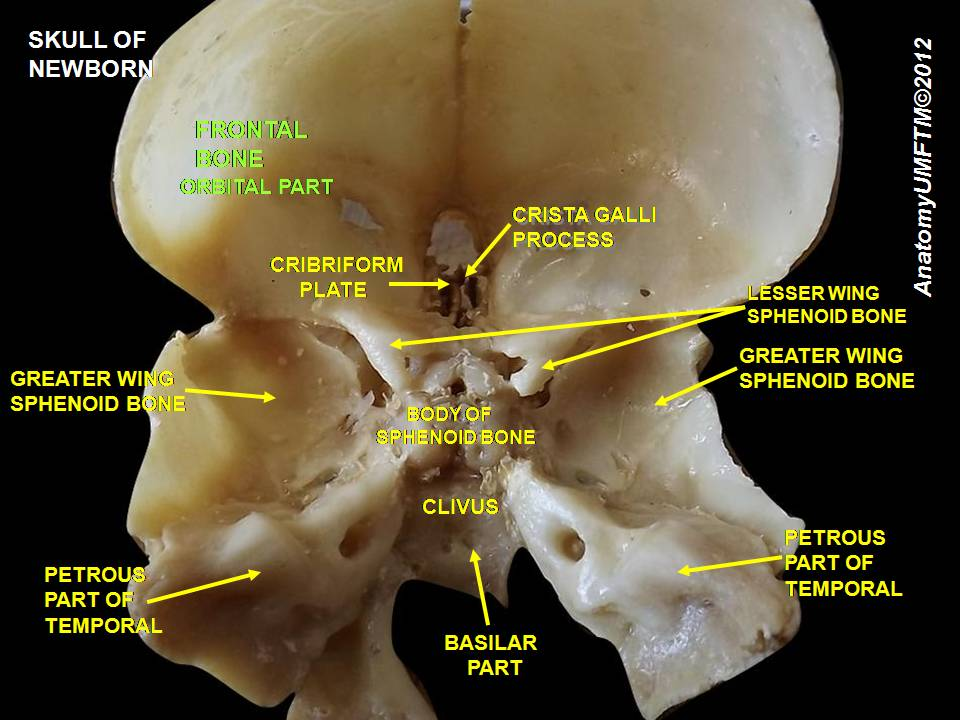
新生兒眼窩部额骨。
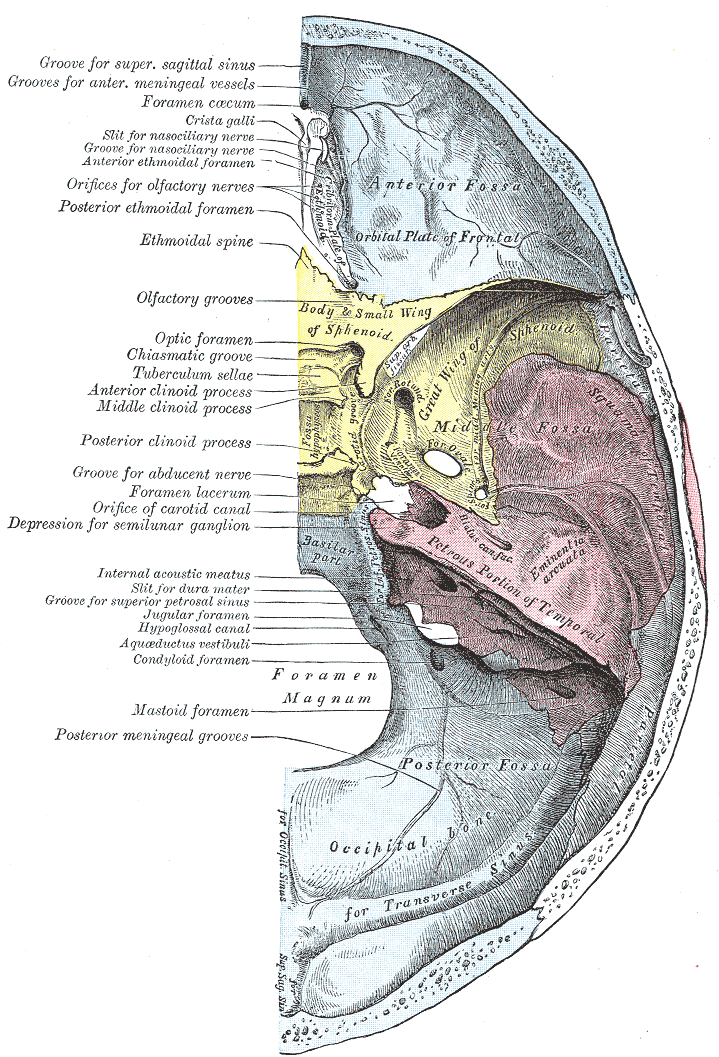
额骨内面（在顶部以蓝色显示）。
内面外面的额骨。动画。
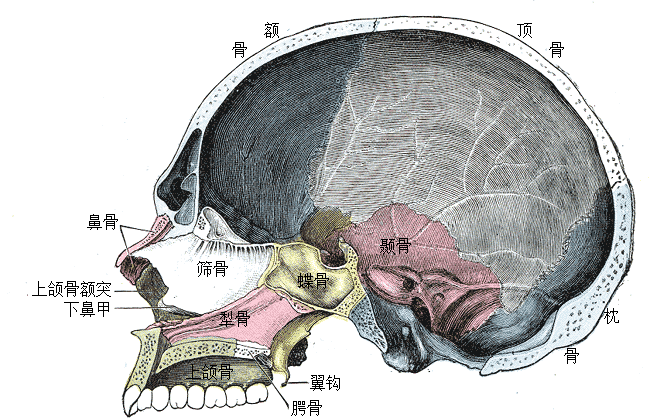
头骨的矢状切面。额骨显示为蓝色，中间偏左。
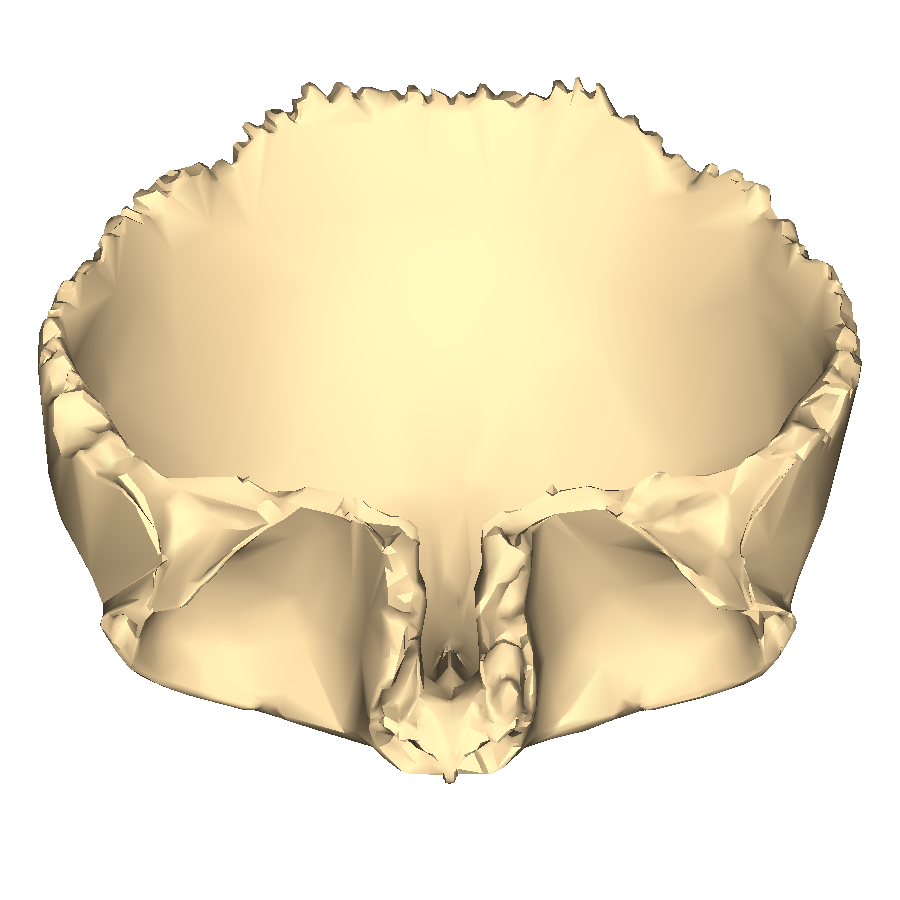
额骨。下面。
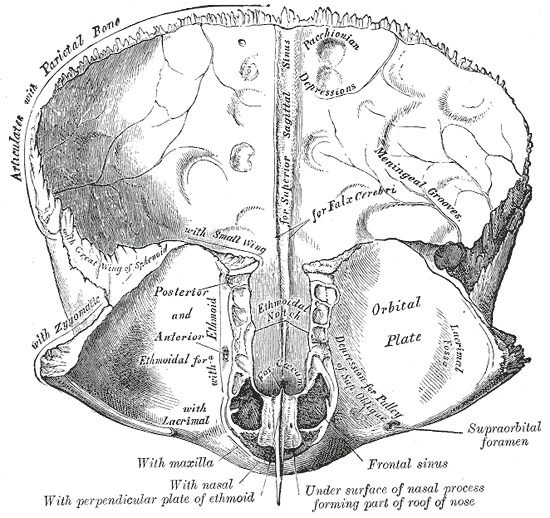
额骨。下面。

## 胚胎学
额骨被认定为衍生自神经嵴细胞。

## 边缘
额鳞的边缘厚，呈明显的锯齿状，其内表面上部为削面与顶骨连接，以任一侧的外表面承受这些骨的侧压；边缘向下延伸至一个三角形粗糙面，与蝶骨之大翼成关节。眶板后缘窄且为锯齿状，与蝶骨之小翼成关节。

## 其他动物
大多数脊椎动物的额骨有一对而不是人类的一整块，一般地，位于头的上部，两眼之间，但对很多非哺乳动物它不构成鼻腔的一部分。在爬行动物、硬骨鱼和两栖动物的身体中，它和眼眶被一两块额外的骨分开，但这一现象没有在哺乳动物中发现。前额骨和后额骨共同构成眼眶上缘，可能倒向额骨的任一侧。

## 外部連結
- 解剖學(Anatomy)- fontal bone(額骨) （页面存档备份，存于）